# The City of Your Final Destination
The City of Your Final Destination (bra: Em Busca do Amor) é um filme estadunidense de 2009, do gênero drama, dirigido por James Ivory, baseado em romance de Peter Cameron. 
A maior parte da história se passa em uma pequena cidade do Uruguai. Os capítulos do romance começam e terminam ocorrendo em Lawrence, Kansas, onde o protagonista é um estudante de graduação da Universidade do Kansas.
Em 2007 Merchant Ivory Productions produziu um filme baseado no livro, dirigido por James Ivory, com roteiro de Ruth Prawer Jhabvala.

## Adaptação para o cinema
Ele teve uma prévia em Nova Iorque em 27 de novembro de 2007 (na cerimônia dos Trophée des Arts para James Ivory no French Institute New York). Em outubro de 2009, James Ivory levou o filme a Roma, onde recebeu a sua estreia mundial oficial no Festival de Roma, fora de competição, em seguida, mostrado no Festival de Tóquio para exibição especial Hiroyuki Sanada. Screen Media distribuiu nos Estados Unidos em 16 de abril de 2010.
The City of Your Final Destination foi o primeiro filme da Merchant Ivory sem o produtor Ismail Merchant e o compositor Richard Robbins.

## Sinopse
O filme acompanha um estudante de pós-graduação, Omar Razaghi (Omar Metwally), que deseja escrever uma biografia sobre um escritor obscuro, Jules Gund, que morreu anos antes. Ele deve viajar para o Uruguai para convencer a família Gund autorizar a biografia.

## Elenco
(em ordem de aparição)
- Nicholas Blandullo como jovem Adam
- Sofia Viruboff como mãe de Adam
- James Martin como carteiro
- Omar Metwally como Omar Razaghi
- Alexandra Maria Lara como Deirdre Rothemund
- Susana Salerno, César Bordón, Diego Velazquez, Rossana Gabbiano como pessoas úteis no terminal de ônibus
- Julieta Vallina como mulher no ônibus
- Ambar Mallman como Portia Gund
- Charlotte Gainsbourg como Arden Langdon
- Laura Linney como Caroline Gund
- Norma Argentina como Alma
- Hector Fonseca como velho Gaucho
- Anthony Hopkins como Adam Gund
- Hiroyuki Sanada como Pete
- Oscar Rolleri como jovem Gaucho
- Norma Aleandro como Sra. Van Euwen
- Arturo Goetz, Marcos Montes, Sophie Tirouflet como convidados da Sra. Van Euwen
- Luciano Suardi como Doutor Pereira
- Carlos Torres como barbeiro
- Pietro Gian como motorista de táxi
- Julia Perez como enfermeira
- Yuri Vergeichikov como Luis, o motorista
- Agustín Pereyra Lucena como guitarrista
- Pablo Druker como Condutor
- Eliot Mathews como acompanhante de Deirdre
- Andrew Sanders como acompanhante de Caroline

## Lista de músicas
- "J'ai perdu mon Eurydice" (de "Orphée et Eurydice")
Realizada por Anthony Roth Costanzo 
Compositor Christoph Willibald Gluck
- "Venetian Medley"
Composta e realizada por Anthony Hopkins
- "Dos Palomitas"
Realizada por Charlotte Gainsbourg & Ambar Mallman 
Canção popular tradicional da Argentina
- "The Merry Widow, Second Act: No.7 Introduction. Tanz und Vilja-Lied" 
Realizada por Cheryl Studer e Chorus
Composer Franz Lehár 
Deutsche Grammophon
- "Sonata for violin and piano (1943), Intermezzo. Tres lent et calme" 
Realizada por The Nash Ensemble 
Compositor Francis Poulenc 
Hyperion Records
- "Sambaden" 
Artista/Compositor Agustín Pereyra Lucena
- "Sonatine" 
Realizada por Charlotte Gainbourg & Ambar Mallmann 
Compositor G. Turk
Arranjo de Cecilia V. Gonzalez
- "Bastien and Bastienne"
Franz Liszt Chamber Orchestra
Raymond Leppard, diretor
Compositor Wolfgang Amadeus Mozart 
Sony Classical
- "'El museo de las distancias rotas'" (título final 1)
Composta por este filme e realizada por Jorge Drexler 
Ediciones SEA / Warner Chappell
- "'La bruna del ayer'" (título final 2) 
Composta por este filme e realizada por Jorge Drexler 
Ediciones SEA / Warner Chappell

## Controvérsia
No início de 2007, Anthony Hopkins alegou que ele ainda tinha que ser pago por seu trabalho no filme, e que Merchant Ivory tinha mudado o elenco e a equipe. Merchant Ivory contra-argumentou que Hopkins teve as condições de pagamento, aliás, recentemente foi renegociado um aumento. No final do ano, o ator entrou com documentos do tribunal para levar a empresa a um árbitro. Em outubro de 2007, Hopkins entrou com uma ação contra Merchant Ivory para o pagamento de seu salário de $750,000.
Em 2008, a atriz e cantora Susan (Suzy)Malicktambém moveram ações contra Merchant Ivory e James Ivory para crédito da produçãoe meio milhão em um empréstimo não remunerado utilizado quando o filme ameaçou de ser encerrado devido à falta de financiamento. Em 2012 Malick mudou para o julgamento por júri e o processo foi finalmente resolvido fora do tribunal.